# Alejandro Seiquer
Alejandro Seiquer y López (Murcia, 1851-Murcia, 1921) fue un pintor español.

## Biografía
Nacido en Murcia en 1851, fue discípulo en Madrid de Carlos de Haes y de la Escuela Superior. Se dedicó en un principio al género del paisaje, al cual pertenecían dos cuadros con que concurrió a la Exposición de Murcia de 1876, y los dos estudios al carbón que llevó a la Nacional de 1878.
Posteriormente pasó a cultivar la pintura de animales, presentando en la Exposición Nacional de 1876 los cuadros De tejas arriba y Cabeza de carnero, que fueron adquiridos por Julián Rodríguez Laguna; otro estudio de Cabeza de ternero, comprado por Luis Navarro, y un cuadro de conejos que tituló Mesa revuelta. En las Exposiciones celebradas en los años 1880 a 1883 por el Círculo de Bellas Artes y el dorador Hernández, presentó Primavera (carbón), Comunidad de bienes, El otoño, Orillas del Segura, En busca de otro nido, Al freír será el reír, En la pradera, Pistón, En busca de otro charco y otros trabajos, algunos de los cuales fueron adquiridos por la familia real. Falleció en 1921, el día 19 de agosto, en su domicilio ubicado en la calle de la Gloria.